# Optiska mittpunkten

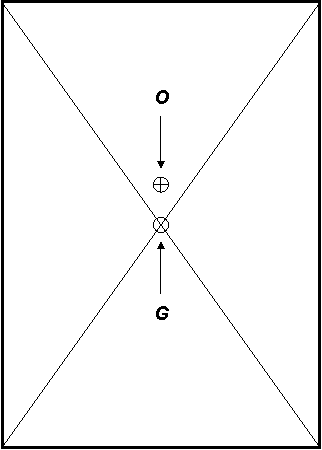
G = Geometriska/sanna mittpunkten
O = Optiska mittpunkten

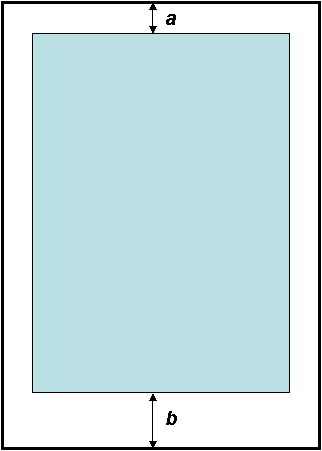
Toppmarginalen a bör vara mindre än bottenmarginalen b för att rektangeln skall upplevas harmoniskt placerad.

Optiska mittpunkten är ett begrepp som används i samband med text, bild och kommunikation. Det är den punkt på en yta som ögat uppfattar som mitten. Denna punkt har vetenskapliga undersökningar visat ligger strax ovanför den sanna, geometriska mittpunkten.
I de flesta fall tar formgivare hänsyn till den optiska mittpunkten för att disponera och placera objekt på en yta. Till exempel bör en sidas undre marginal vara något större än den övre marginalen.